# Grup Vocento
Vocento és un grup de comunicació multimèdia en premsa d'informació general a Espanya, amb més d'un segle d'història. Naix el setembre de 2001 amb la fusió entre el Grupo Correo i Prensa Española, i entre 2001 i 2003 es va denominar Grupo Correo Prensa Española.
L'origen del Grupo Correo data de 1875 amb el naixement de El Noticiero Bilbaíno i la posterior aparició en 1910 de El Pueblo Vasco, però és el 1938 quan naix El Correo Español-El Pueblo Vasco, principal referent del grup. Per altre lloc, la tradició de Prensa Española es remunta a l'any 1891, quan apareix la revista Blanco y Negro, encara que és el 1903 quan ix el principal diari de l'editora, ABC.
La coordinació entre el periòdic i la seua edició digital, la ràdio, la televisió local i una comercialitzadora publicitària, conforma l'estratègia multimèdia regional clau en el desenvolupament del grup. A través de les productores Grupo Europroducciones, BocaBoca o Videomedia, Vocento està també present en la producció d'alguns dels programes populars de la televisió espanyola com Hospital Central, El Comisario i Pasapalabra. A més a més, l'adquisició el 2006 de Tripictures, la principal distribuïdora cinematogràfica independent d'Espanya, la fa present en tot el procés audiovisual.

## Mitjans impresos
Vocento compta amb catorze periòdics: ABC, com diari nacional, i dotze regionals El Correo, El Diario Vasco, El Diario Montañés, La Verdad, Diario Ideal, Diario Hoy, Diario Sur, Diario La Rioja, El Norte de Castilla, El Comercio, Las Provincias i La Voz de Cádiz. Aquest en fa el primer grup de premsa escrita en castellà d'Espanya, que havia arribat a tenir més de tres milions de lectors diaris i una difusió de 800.000 exemplars el 2006, enfront dels 54.013 exemplars venuts per ABC en 2020. L'oferta escrita es complementa amb l'edició de suplements de gran audiència: XLSemanal, Mujer Hoy i TV Más. Mi Cartera de Inversión, revista d'informació econòmica i financera és l'última publicació que s'ha unit al grup dels suplements. El 2012 els diaris de paper vivien una caiguda de vendes i l'ABC i La Razón del grup concurrent Planeta, van estudiar una possible fusió, que no es va dur a terme, i en 2020 es va estudiar la fusió amb Prisa.

## Televisió
El Grup Vocento comença la seva marxa televisiva en 1996 comprant part de l'accionariat de Telecinco, el qual posseeix de 1996 fins al 2009 quan el Govern l'obliga a vendre en 2009 per incompatibilitats amb l'apagada analògica doncs té una llicència de TDT. L'any 2000 es crea el canal autonòmic a Madrid Onda 6.
En 2001, a través de Net TV aconsegueix una llicència de TDT, comença les emissions el 18 de juny de 2002, i en 2003 es posa en funcionament una nova xarxa de televisions locals i autonòmiques, unes pròpies i altres associades a la marca sota el nom Punto TV, que va arribar a incloure més de 50 canals entre autonòmics i locals, tot i que Onda 6 no s'hi va associar i va desaparèixer en 2009 per donar pas a La 10 Madrid. En 2008 el grup va decidir deixar d'emetre en cadena i va buscar administradors locals per a cadascuna d'elles, venent part de les accions de Net TV, que gestiona les seves llicències de TDT a The Walt Disney Company, el 20% per emetre Disney Channel i a Interconomía el 25% per emetre Intereconomía TV respectivament. Punto TV només funcionà com a distribuïdora de continguts per a canals locals i autonòmics, i en 2010 Punto TV desapareix definitivament.
Durant l'any 2010, Vocento va llançar el canal de TDT La 10, una xarxa nacional de televisions autonòmiques, gràcies a les seues concessions de llicències, que va tancar el 31 de desembre de 2011, i Factoría de Información, editora del desaparegut diari gratuït Qué!, participada per Grupo Recoletos i el Grupo Godó, quan els seus problemes econòmics van obligar a tancar i donar pas a Paramount Channel. Al maig de 2014 van acabar les seves emissions les altres dues freqüències de TDT que els foren adjudicades en 2010, corresponents a Intereconomia TY i una telebotiga, declarades il·legals pel Tribunal Suprem.

## Ràdio
Des de març de 2013 hi ha un acord estratègic entre la cadena COPE i Vocento. Els dos grups van concretar una aliança per reforçar la línia editorial compartida i la defensa dels mateixos valors. Les dues xarxes comparteixen una mateixa programació en cadena la comercialització és gestionada per la Cadena COPE en els seus diferents formats.